# Torrentspy
TorrentSpy var en sökmotor för torrent-filer. Webbplatsen fungerade som en spindel och listade länkar till torrentfiler från andra sajter som drev så kallade trackers (Server som lagrar .torrent-filer). På sidan fanns även ett forum där besökarna kunde kommentera olika torrentfiler. 2006 hade sajten över 312 590 torrentfiler och över 1 miljon användare. Det lades till i genomsnitt 800 nya torrentfiler varje dag.
År 2008 beslutade man ett amerikanskt domstolsbeslut att lägga ner sajten, vilket skedde den 24 mars 2008.